# Mauvezin-de-Prat
Mauvezin-de-Prat é uma comuna francesa na região administrativa de Occitânia, no departamento de Ariège.